# Alvar Palmgren
Alvar Palmgren (28 de abril de 1880–30 de noviembre de 1960) fue un botánico, y ecólogo vegetal finés.
Palmgren estudió botánica en la Universidad de Helsinki bajo el profesor Johan P. Norrlin. Se graduó (Fil.kand.) en 1906, y obtuvo su Ph.D. en 1914. Fue docente de botánica en la Universidad de Helsinki, en 1916; y profesor de botánica allí mismo en 1928 (y desde 1938, la primera cátedra en idioma sueco de botánica). Se retiró en 1950.

## Investigaciones
Palmgren trabajó en sistemática botánica con apomixis (o microespecies de Taraxacum, Hieracium, y otros géneros. Como ecólogo, trabajó sobre la naturaleza de comunidades vegetales. Apoyó las ideas de Henry Gleason sobre las conductas individuales de las especies en formaciones comunitarias hacia los 1920s.
Palmgren escribió los primeros relatos sobre el papel del aislamiento y los sucesos estocásticos en la distribución de las especies, mientras que su biología contemporánea fue en gran parte determinista.

## Disputas con Paul Jaccard
En los 1920s, Palmgren entró en acalorada disputa con el botánico y fitogeógrafo suizo Paul Jaccard sobre la interpretación que Jaccard hacía de la relación especies-a-género. Palmgren había observado un decrecimiento en la riqueza de especies del oeste al este en las islas Aland, su principal escena de accidente geográfico en su investigación científica. Él lo interpretó como un efecto de aislamiento de la Suecia continental hacia el oeste, y el correspondiente coeficiente más bajo, del ratio especies-a-género, y como un efecto de muestreo aleatorio. Por el contrario, Jaccard sostuvo que la relación de las especies inferiores a género hacia el este fue un efecto de la disminución de la diversidad en las condiciones del hábitat y el aumento de la exclusión competitiva. El botánico suizo Arthur Maillefer mostró estadísticamente que la acumulación de géneros era más rápida que las especies, y que por tanto las explicaciones biológicas de Paul Jaccard del patrón eran innecesarias, ya que podrían ser explicadas como un efecto del muestreo estadístico. Una solución analítica con el mismo resultado fue proporcionada por el matemático húngaro George Pólya. En esencia, ese desacuerdo se repitió con Charles Elton vs. C. B. Williams y reiterado por Peter Grant y por Daniel Simberloff en los 70.

## Algunas publicaciones
- Julkaisutoiminta Bidrag till kännedomen om Ålands vegetation och flora I. Taraxaca, II. Taraxacarum-former (vk.). — 1912

- Studier öfver löfängsområdena på Åland I—III. — 1915—1917 (osa III saks.)

- Die Entfernung als pflanzengeographischer Faktor. — 1921

- Zur Kenntnis des Florencharakters des Nadelwaldes I. — 1922

- Die Artenzahl als pflanzengeographischer Charakter sowie der Zufall und die säkulare Landhebung als pflanzengeographische Faktoren. — 1925

- Die Einwanderungswege der Flora nach den Ålandsinseln I. — 1927

- Chance as an Element in Plant Geography. — 1929

- Naturskyddet på Åland och dess framtida utveckling. — 1943—1944

- Skärgården som objekt för biologisk forskning. — 1948

- Studenterna inför 1902 års värnpliktsuppbåd. — 1953

- Societas pro Fauna et Flora Fennica 1921—1946. — 1958

## Honores
Desde 1916, Palmgren estuvo en el Consejo de Societas pro Fauna et Flora Fennica. Y fue su presidente 1920-1957.
Además de su obra botánica, Palmgren realizó un acto político impresionante, siendo estudiante de 22 años de edad: inició y dirigió un movimiento entre jóvenes fineses para rechazar el servicio de conscripción en el Ejército del Imperio Ruso. Un rescripto de 1900 por Nicolás II de Rusia, soberano del Gran Ducado de Finlandia, puso a los conscriptos fineses bajo la Milicia del Imperio Ruso. El movimiento de "huelga" obligó a la retirada de 1905.
Alvar Palmgren era el padre del zoólogo Pontus Palmgren (nació en 1907).
- La abreviatura «Palmgr.» se emplea para indicar a Alvar Palmgren como autoridad en la descripción y clasificación científica de los vegetales.[10]